# 植村家利
植村 家利（うえむら いえとし）は、大和高取藩の第8代藩主。
宝暦9年（1759年）9月25日、第6代藩主・植村家道の四男として高取で生まれる。安永7年（1778年）12月に兄の第7代藩主・家久が死去したため、その養子として翌安永8年（1779年）に跡を継いだ。天明4年（1784年）5月15日に奏者番となった。
天明5年（1785年）8月24日に死去した。享年27。兄の家長が養子となって跡を継いだ。
一説に、家利の死は遊女との入水自殺と言われる。そして江戸屋敷の留守居役がその情報を抑えて病死として届けたため、兄の家長が急遽養子となって継いだものといわれている。